# Horní Paseky (Rožnov pod Radhoštěm)
Horní Paseky jsou vesnice, součást města Rožnov pod Radhoštěm. Je vymezena údolím ve směru do sedla Pindula kolem Ostravské ulice (silnice I/58) a ulice Radhošťská. Horní Paseky jsou z velké části stále osídleny roztroušenou zástavbou typickou pro Valašsko. Přirozeným centrem Horních Pasek je okolí mateřské školy (bývalé školy) a restaurace Janoštík.